# 斯闸乡
斯闸乡，是中华人民共和国四川省甘孜藏族自治州得荣县曾经下辖的一个乡。撤销斯闸乡、松麦镇，设立太阳谷镇，以原斯闸乡和原松麦镇所属行政区域为太阳谷镇的行政区域，太阳谷镇人民政府驻河西社区下街14号。。

## 行政区划
斯闸乡撤销前下辖以下地区：
冻谷村、尼日村、卡龚村、浪中村、八浪村和夏绒村。